# Upeneus australiae
Upeneus australiae is een straalvinnige vissensoort uit de familie van zeebarbelen (Mullidae). De wetenschappelijke naam van de soort is voor het eerst geldig gepubliceerd in 2002 door Kim & Nakaya.
De soort is aangetroffen bij Australië, in het zuiden van het Groot Barrièrerif, in Rose Bay nabij Sydney Harbour en bij de Montebello-eilanden in West-Australië.